# Gergovia (stad)

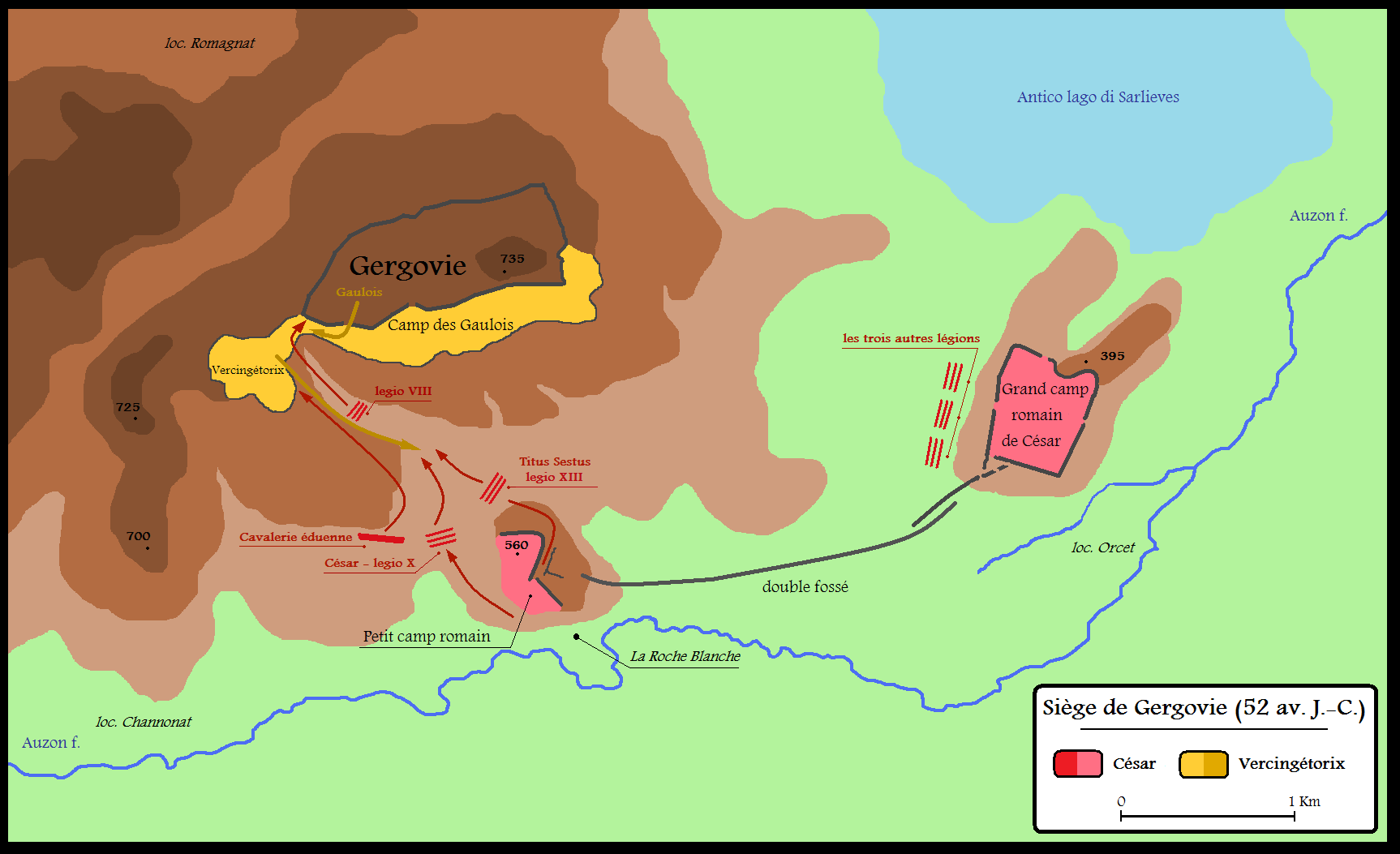
Kaart van het Romeinse beleg.

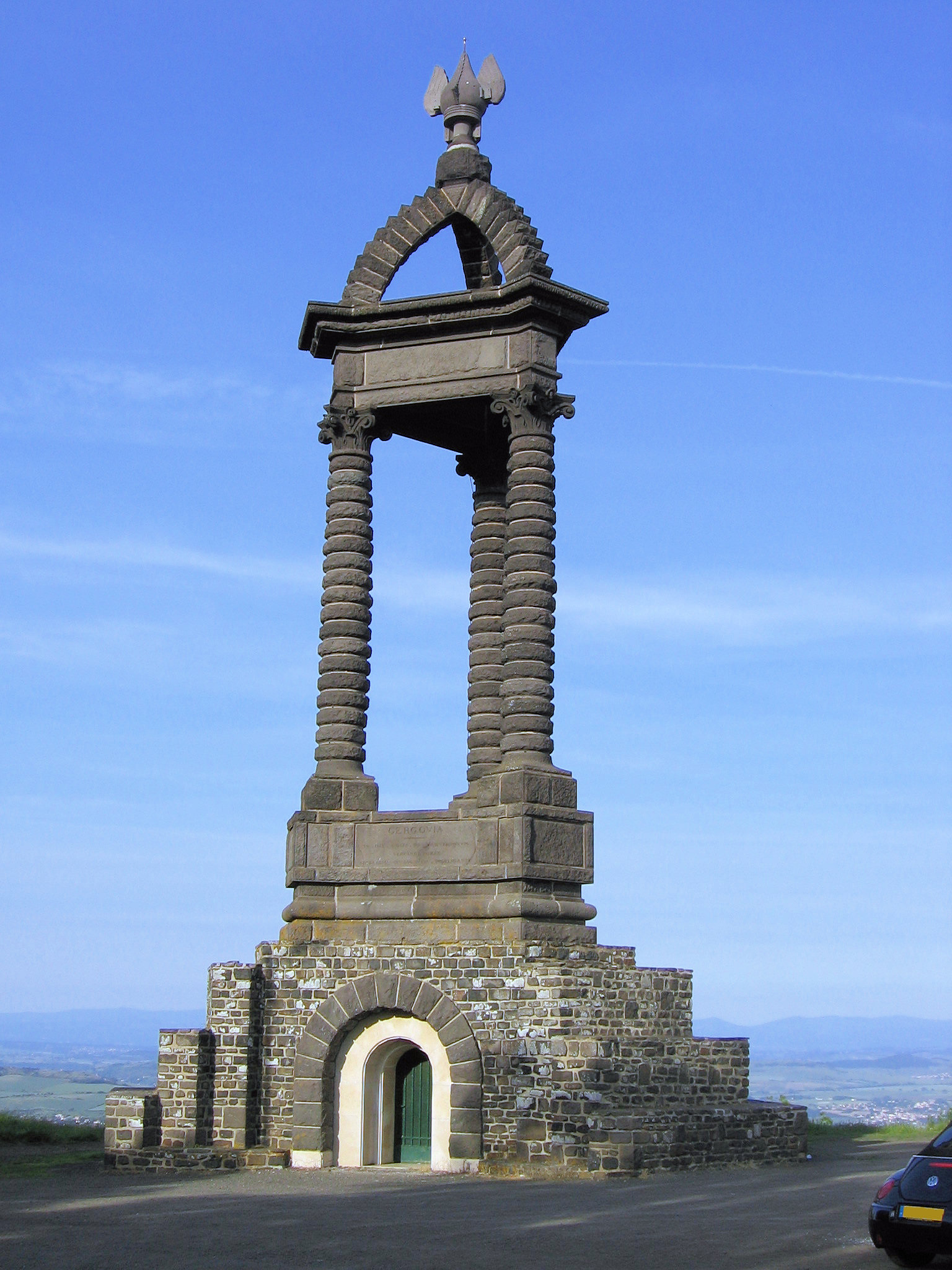
Het monument van Teillard (1903).

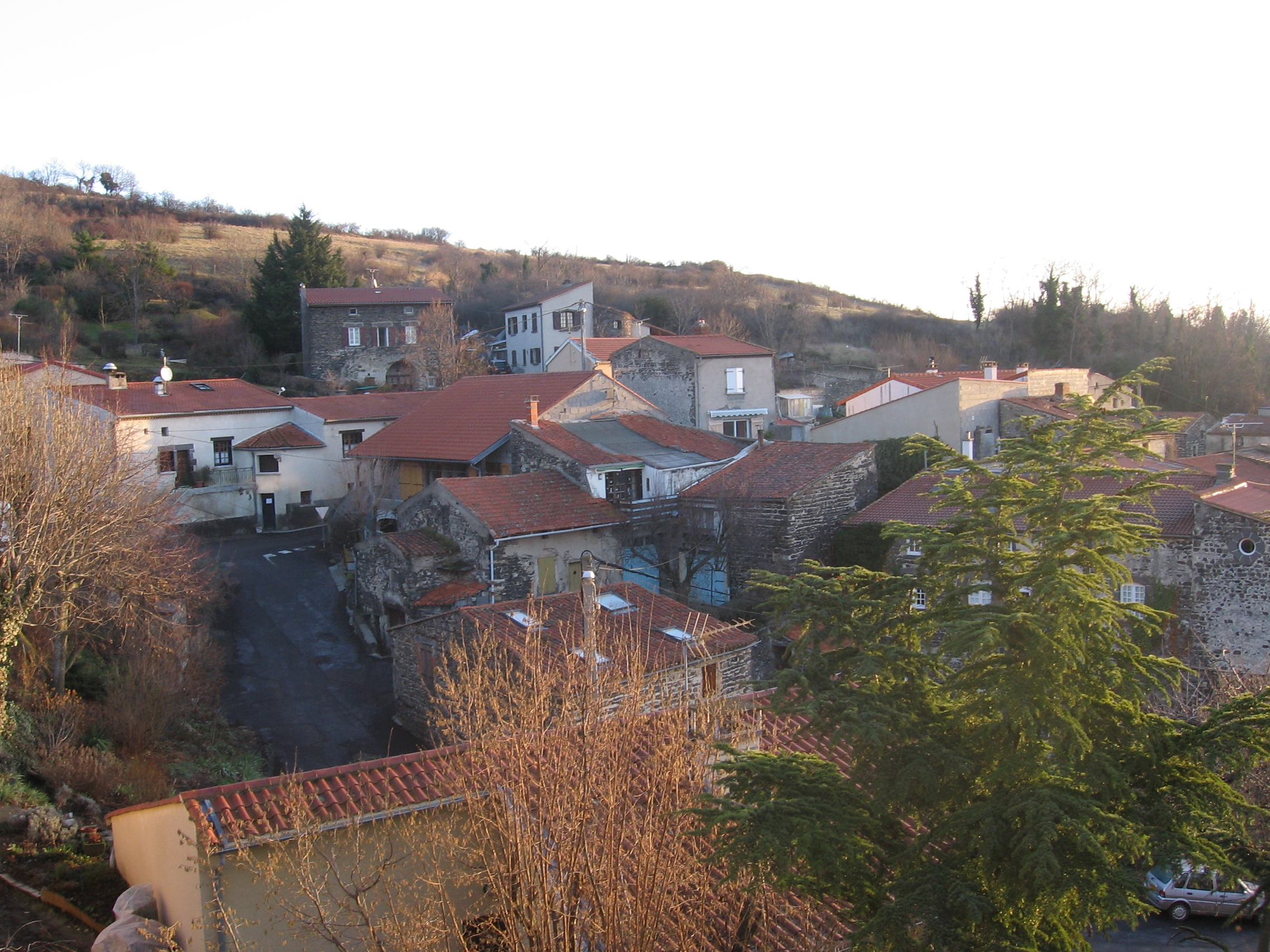
Daken van het moderne Gergovie.

Gergovia was de hoofdstad van de Gallische stam der Arverni. Het was een oppidum op een plateau ten zuidwesten van Clermont-Ferrand, net ten noorden van het huidige dorp Gergovie. Deze laatste plaats op het grondgebied van de gemeente La Roche-Blanche heette tot 1865 Merdogne.
Tijdens de Gallische oorlog probeerde Julius Caesar in 52 v.Chr. tevergeefs de stad, waar de opstandige Galliërs zich onder Vercingetorix hadden verschanst, in te nemen. Het Beleg van Gergovia bracht de Romeinen aanzienlijke verliezen toe en werd wijselijk afgeblazen.

## Geschiedenis
Al in de vroege IJzertijd was Gergovia versterkt. De eerste muur uit de 6e en 5e eeuw v.Chr. bestond uit steen en verticale balken. Hij was slechts 2,5 meter hoog, maar een in de rots uitgehouwen helling bracht de totale hoogte op 6 à 7 meter. Waarschijnlijk beschermde de muur een centrum dat de boerderijen en ambachtelijke gehuchten in de omgeving controleerde. Hij functioneerde slechts tot het eind van de 5e eeuw.
Gergovia was in de 1e eeuw v.Chr. het belangrijkste bewoningscentrum van de Arverni. Op de ruïnes van de eerste muur trokken ze een nieuwe stenen omwalling op, niet precies dateerbaar maar wellicht gebouwd grofweg een decennium vóór de Romeinse belegering. Deze nieuwe ommuring was een tweetal meter breed en had aan de binnenzijde op regelmatige afstanden uitsprongen, klaarblijkelijk bedoeld voor een beplanking die de weergang van de verdedigers in breedte verdubbelde. Dit van oorsprong Griekse dispositief wijst vermoedelijk op goede contacten met de Griekse kolonies op de Provençaalse kust. Door de topografie konden de Romeinen geen belegeringsmachines inzetten tegen deze vestingwerken. Het verslag van Caesar geeft aan dat zijn legionairs in een frontale bestorming voet gekregen hebben op de weergang, maar daarna zijn teruggeslagen.
In het verdere verloop van de oorlog haalde Caesar alsnog de bovenhand en kwam Gergovia onder Romeins bestuur. Het oppidum bleef bewoond, zoals onder meer blijkt uit het herbouwen van een stadspoort onder keizer Augustus. De versterkte stad bleef in gebruik tot het einde van zijn bewind en misschien nog in de eerste jaren onder keizer Tiberius. Daarna is de bevolking verplaatst naar de nieuwe stad Augustonemetum, het huidige Clermont-Ferrand. Het ontbreken van objecten na de jaren 15-20 wijst erop dat Gergovia compleet is ontruimd.

## Opgravingen
Sinds de renaissance probeerden geleerden te achterhalen waar het Gergovia uit De Bello Gallico lag. Op basis van toponymie werden in de 18e eeuw opgravingen verricht op het plateau, die Gallische resten aan het licht brachten. Onder Napoléon III volgde in 1861-62 een nieuwe campagne, die vooral gericht was op het vinden van Caesars versterkingen aan de voet van het oppidum. Eugène Stoffel bracht ze in kaart. De archeologen kwamen pas terug in de jaren 1930, deze keer om het Gallische oppidum te onderzoeken. Ze legden een deel van de ommuringen bloot en vonden een domus (de zogenaamde villa Aucler) en een heiligdom. In de jaren 1940 trof men resten van dichte bewoning en ambachtelijke activiteit aan. Vervolgens kende de site slechts punctuele onderzoekingen, tot vanaf 2001 in drie campagnes een nieuw gebied van 8000 m² werd opgegraven. Daarmee is anno 2019 nog steeds minder dan 2% van het 70 ha grote plateau onderzocht, dat in de 1e eeuw v.Chr. vermoedelijk volledig in gebruik was.

## Het moderne Gergovie
Het dorp Merdogne aan de voet van het historische oppidum heet sinds 1865 Gergovie. Deze naamswijziging gebeurde op eigen verzoek nadat keizer Napoleon III in 1862 de opgravingen had bezocht. Aan de rand van het plateau herinnert een stèle aan zijn bezoek. Even verderop is in 1903 een monument geplaatst om de overwinning van Vercingetorix te gedenken. Architect Jean Teillard ontwierp een 26 meter hoog bouwwerk in vulkanische steen van Volvic.
Sinds 2001 brengen de Arverniales elk jaar in de zomer de tijd van Vercingetorix en Caesar weer tot leven.